# L'Aiguillon-sur-Vie

L'Aiguillon-sur-Vie este o comună în departamentul Vendée, Franța. În 2009 avea o populație de 1,631 de locuitori.